# 数据链路
数据链路（英語：Data link），在电信术语中，是异地用于收发数据的工具和媒介。它也可以是一个由通信终端和连接电路组成的系统，具体的通信由专门设计的协议来控制。 但与此同时，数据链作为一种特殊的链接系统，是和一般的通信系统是不同的。数据链路的本质是以数据传输为媒介构成的链路总和，包括链路、链路节点和链路关系。基本上来讲，数据链路这个概念主要应用于军方的不同作战平台之间，以确保信息的共享。由此，能够在不同的作战平台间形成紧密的战术链接关系，是数据链区分通信系统的质的差别。
举例来讲，在一场现代化的战争之中，预警机、战斗机和战斗指挥中心之间由专有的数据链联接。通过它，战斗人员、指挥员以及各系统之间可以交换语音信息以及敌方目标信息等等。破获了敌方的数据链系统等于破坏了整个中枢神经系统，由此可见数据链在军队现代化作战中的作用。

## 參看
- 聯邦標準1037C
- MIL-STD-188